# Commezzadura
Commezzadura (IPA: /kommeʣʣaˈdura/, Comezadürå in solandro) è un comune italiano di 1 013 abitanti della provincia autonoma di Trento in Trentino-Alto Adige. È comune sparso con sede nella frazione di Mestriago.

## Geografia fisica

### Territorio
Essendo un comune sparso, Commezzadura comprende diverse frazioni e centri popolati. Mestriago, la frazione che ospita il municipio del comune di Commezzadura, sorge a 850 metri sul livello del mare, e il numero degli abitanti è di 143 unità. Mestriago si affaccia sul torrente Noce, che separa la sede comunale dalla località di Daolasa e dalla frazione di Almazzago. Tali centri abitati frazioni sorgono a 855 metri sul livello del mare e il numero degli abitanti si aggira attorno a 239 unità. Daolasa racchiude non solo uno dei principali centri di sci di fondo tuttora funzionanti, ma anche il recente impianto di risalita, con cui è possibile raggiungere le piste sciistiche di Marilleva e di Folgarida.
Mastellina è la frazione che sorge a 799 metri s.l.m, con 103 abitanti; si tratta di una frazione importante in ambito artistico, poiché a Mastellina si trova Casa Guardi, da cui nacque il noto artista Francesco Guardi.
Piano, differentemente da quanto può suggerire il nome, si trova su un pendio alluvionale, all'altezza di 858 metri s.l.m., con 274 abitanti. Si tratta di un importante centro artigianale, tra i maggiori attivi in tutta la Val di Sole.
Costa Rotian è la località che differisce da tutte le altre, perché costituisce un centro residenziale o di villeggiatura molto attivo in determinati periodi stagionali. Situato a circa 950 metri sul livello del mare, sorge all'interno della zona boschiva delle Sorti, tra i corsi del rio Rotian, da cui il villaggio trae il nome, e il rio Almazzago. Costa Rotian è situata sul versante settentrionale del Monte Spolverino, ed è nato nel 1973. A pieno carico stagionale, può raggiungere i 1 000 abitanti. Il villaggio è andato ampliandosi attorno all'antico Maso di Costa Rotian, e comprende ora un hotel ed un piccolo parco con campo da pallacanestro (un tempo era una pista di pattinaggio), un campo da bocce ed alcune attrezzature per bambini. Da Costa Rotian, è possibile raggiungere sia Dimaro, sia Folgarida, nonché, proseguendo oltre, Campo Carlo Magno e Madonna di Campiglio.
Infine, la frazione di Deggiano si situa sullo stesso versante di Mestriago e di Piano, ma a circa la stessa altezza di Costa Rotian.

## Storia

### Simboli
Stemma
Lo stemma è stato approvato con deliberazione della Giunta provinciale del 20 gennaio 1978 n. 20420/2B.
Le cinque stelle che circondano l'abete rappresentano le cinque frazioni strettamente legate 
all'economia del territorio montano.
Gonfalone
Il gonfalone è stato approvato con D.G.P. del 5 aprile 1991 n. 3553.

## Monumenti e luoghi d'interesse
- Chiesa di San Rocco nella frazione Almazzago
- Chiesa della Santissima Trinità nella frazione di Deggiano
- Chiesa di Sant'Antonio Abate nella frazione di Mastellina
- Chiesa di Sant'Agata nella frazione di Mestriago
- Chiesa di San Giovanni Battista nella frazione di Mestriago
- Chiesa di San Giuseppe nella frazione di Piano

## Società

### Economia e società
Le frazioni componenti il comune di Commezzadura non differiscono molto, nell'evoluzione economica e sociale delle comunità, fatti salvi alcuni casi specifici, come quello di Costa Rotian: un tempo, l'economia era basata sull'allevamento e sullo sfruttamento delle risorse boschive, mentre oggi è centro di vocazione turistica, con centri sportivi ampiamente sfruttati e risorse paesaggistiche che, sia d'inverno che d'estate, offrono fonti di attività sportive e di turismo in generale. Tra gli impianti sportivi si può ricordare il recente impianto di risalita di Daolasa, raggiungibile direttamente in treno sulla linea Trento-Malé-Mezzana. Nel 2008, sempre Daolasa è stata centro dei Campionati Mondiali UCI di Mountain Bike. Attività di orientiring in mezzo al bosco, passeggiate di ogni genere (da quelle naturalistiche, con guide esperte che illustrano flora e talvolta anche fauna locali, a quelle più sportive) e una serie di diverse gare di corsa anche agonistiche sono disponibili in certi periodi stagionali, tra le quali la Cinque Campanili, il cui percorso tocca realmente i cinque campanili che si trovano nelle diverse frazioni di Commezzadura.

### Evoluzione demografica
Abitanti censiti

### Etnie e minoranze straniere
Secondo i dati ISTAT al 31 dicembre 2015 la popolazione straniera residente era di 87 persone. Le nazionalità maggiormente rappresentate in base alla loro percentuale sul totale della popolazione residente erano:
- Romania 53 (5,33%)

## Infrastrutture e trasporti

### Ferrovie
Nel comune di Commezzadura sono presenti le seguenti stazioni ferroviarie che servono le rispettive frazioni:
- Stazione di Mastellina
- Stazione di Daolasa, con cui è possibile raggiungere direttamente il nuovo impianto di risalita di Daolasa.
- Stazione di Piano di Commezzadura

Tutte queste stazioni si trovano sulla linea Trento-Malé-Mezzana, inaugurata nel 1964 in sostituzione della preesistente tranvia.

## Amministrazione
| Periodo | Periodo   | Primo cittadino | Partito      | Carica  | Note |
| ------- | --------- | --------------- | ------------ | ------- | ---- |
| 2011    | in carica | Ivan Tevini     | lista civica | sindaco |      |